# بول فانس
باول فانس (بالإنجليزية: Paul Vance)‏ هو كاتب أغاني ومنتج أسطوانات أمريكي، ولد في 4 نوفمبر 1929 في بروكلين في الولايات المتحدة.

## وصلات خارجية
- بول فانس على موقع IMDb (الإنجليزية)
- بول فانس على موقع ميوزك برينز (الإنجليزية)
- بول فانس على موقع قاعدة بيانات برودواي على الإنترنت (الإنجليزية)
- بول فانس على موقع ديسكوغز (الإنجليزية)